# Zhao Rugua
Dans ce nom, le nom de famille, Zhao, précède le nom personnel Rugua.

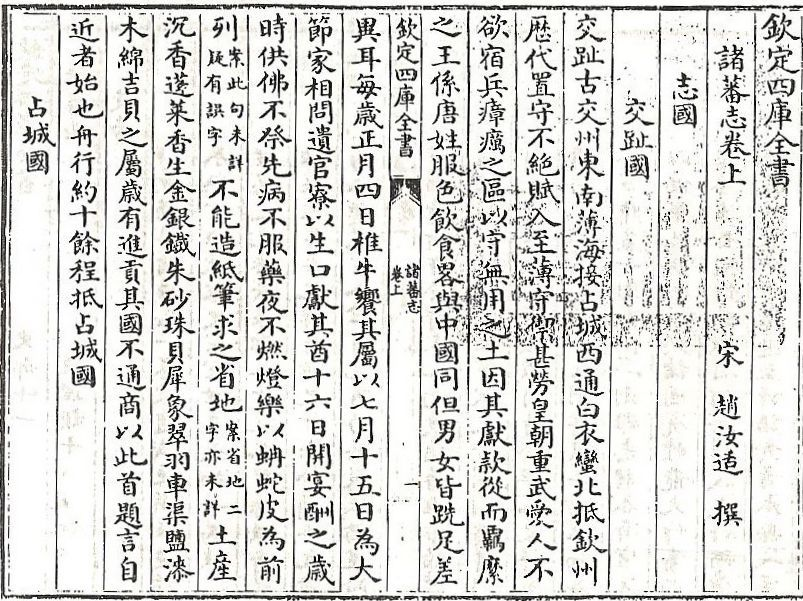
Une page du Zhu fan zhi

Zhao Rugua (chinois traditionnel : 趙汝适) ou Chau Ju-Kua ou Chou Ju-kua (1170–1231) est un fonctionnaire impérial de la dynastie des Song du sud, membre de la famille impériale, descendant de l'empereur Taizong (939-997).
Étant surintendant des douanes du port de Quanzhou, il a écrit une Description des peuples barbares ou Description des nations étrangères (諸蕃志, Zhufan Zhi, Wade : Chu-fan-chi) achevée vers 1225.
Le premier volume du Zhufan Zhi est un catalogue des cités et États étrangers, avec description de chaque lieu, des habitants et de leurs coutumes, et des marchandises produites. Entre autres, est décrit le fameux Phare d'Alexandrie. Le second volume est un catalogue de 43 marchandises précieuses, depuis le camphre jusqu'à la cire d'abeille en passant par les épices, le bois d'ébène, etc..